# Réseau des centres d'aquaculture en Asie-Pacifique
Pour les articles homonymes, voir NACA.
Le réseau des centres d'aquaculture dans la région Asie-Pacifique, ou NACA (acronyme de Network of Aquaculture Centres in Asia-Pacific), est une organisation intergouvernementale dont la mission est la promotion du développement rural par l'aquaculture durable dans la région Asie-Pacifique.
Les pays membres de cette organisation sont les suivants :
Australie, Bangladesh, Cambodge, Chine, Inde, Iran, Corée du Nord, Malaisie, Myanmar, Népal, Pakistan, Philippines, Sri Lanka, Thaïlande, Viêt Nam
D'autres pays : l'Indonésie, la Corée du Sud, le Laos et Singapour, participent sans être membres de l'organisation.
Le NACA a été mis en place après la signature d'un accord entre les 11 pays fondateurs le 7 juin 1979.